# Charros de Jalisco
Los Charros de Jalisco son un equipo de béisbol profesional integrante de la Liga Mexicana de Béisbol (LMB) y la Liga Mexicana del Pacífico (LMP), con sede en la ciudad de Guadalajara, Jalisco, México. Anteriormente participó en la Liga de la Costa del Pacífico. Los Charros regresaron al béisbol invernal a partir de la temporada 2014-15 comprando la franquicia de Algodoneros de Guasave.
Para el 2024, el equipo volverá a competir en la LMB, luego de adquirir a la franquicia de los Mariachis de Guadalajara, convirtiéndose así en el segundo equipo en competir en ambos torneos después de Sultanes de Monterrey.

## Historia

### Pozoleros de Jalisco
Los Charros de Jalisco tienen su antecedente en 1946, con el nombre de "Pozoleros de Jalisco" equipo que participó en la desaparecida liga del centro, se podría decir que fue la antesala al nombre y al equipo.

### Charros de Jalisco (Primera Etapa LMB)
Es en 1949 cuando los "Pozoleros de Jalisco" pasaron a ser Charros de Jalisco, iniciando su primera etapa de participación en la naciente Liga Mexicana de Béisbol, en la cual el equipo compitió por 3 campañas, hasta el año de 1952. 
El primer campo en el cual jugaron los Charros estaba localizado en el Barrio de Analco cerca del Parque del Agua Azul, en los terrenos que ocuparía posteriormente la antigua Central Camionera (actualmente es la sede de varias oficinas federales), donde jugaron hasta 1952, año en que ese escenario desapareció por la demolición para crear el inmueble, además de la falta de capital para el sustento del equipo.
Con lo que respecta al origen del nombre de los Charros, se dice que una vez el equipo fue a jugar a Chihuahua y de paso en un pueblito compraron sombreros de ala ancha para cubrirse del sol, al llegar a la ciudad, llegaron con los sombreros puestos, es por esto el mote de Charros.

### Medias Azules de Jalisco (Ingreso a la LCP)
Fue en la temporada de 1952-53 cuando los "Medias Azules de Guadalajara" aparecieron en la ciudad tapatía, iniciando su primera etapa de participación en la naciente Liga de la Costa del Pacífico, actualmente conocida como Liga Mexicana del Pacífico, en la cual el equipo compitió por 3 campañas, hasta el año de 1955.
El empresario de origen boricua Miguel Cintrón fue quien llevó al equipo de la liga de verano a la de invierno. Fue la única campaña en la que participaron con el nombre de "Medias Azules". Dicho años, los Cañeros de Los Mochis y Ostioneros de Guaymas abandaron la temporada y los Medias Azules contaron con la talla de jugadores como Memo Luna, Ramiro Cuevas, Ricardo Garza, Benjamín "Papelero" Valenzuela, Manuel Magallón y Lonnie Sommers, entre otros.
Bajo el mando de Armando Torres y Johnny Baro, Guadalajara, que jugó en el Estadio Tecnológico de la UDG, terminó en la quinta posición con marca de 22-33, alejados a 16 partidos del primer lugar que ocupó Venados de Mazatlán.
En la temporada 1953-54, los Medias Azules regresaron como Charros de Jalisco y corrieron con la misma suerte que un año antes, al quedar de nuevo en el quinto puesto en el standing, con récord de 35 ganados y 44 perdidos, a una distancia de 12.5 juegos del líder Mazatlán. La temporada aumentó a 80 partidos.
Tuvieron a dos grandes managers, el cubano Adolfo Luque, quien fue relevado por el sinaloense José Luis "Chile" Gómez.
Para la campaña 1954-55, "Chile" Gómez arrancó en el timón del equipo que tuvo los motes de Medias Azules y Charros y renunció en el camino, para después seguir Adolfo "Tribilín" Cabrera y el receptor Harold Smith. En la primera vuelta, Guadalajara terminó en el sótano con marca de 18 ganados y 22 perdidos.
Fueron las únicas campañas de Guadalajara en la liga de la costa, pues para la campaña 1955-56 suspendieron su participación. En las tres campañas, terminaron en el quinto puesto.

### Charros de Jalisco (Segunda Etapa LMB)
Su segunda etapa la vivió en los años entre 1964 y 1975, en el cual obtuvieron 2 campeonatos. Los Charros de Jalisco ingresaron a la Liga Mexicana de Béisbol el equipo esta vez jugó en el Estadio Tecnológico de la UDG, con capacidad para 4000 espectadores. Fue la época dorada de los Charros de Jalisco. En 1976 partieron a Durango, en donde Álvaro Lebrija, engendró a los Alacranes de Durango que tampoco duraron mucho. Participaron como Charros de Guadalajara en la Liga Central Mexicana de Beisbol en 1977-1978.

### Charros de Jalisco (Tercera Etapa LMB)
Su retorno a Guadalajara se dio en 1988, heredando un plantel sólido, los Ángeles Negros de Puebla. Increíblemente, en 1989, se convirtieron en Industriales de Monterrey, cuya vigencia feneció en 1994, mudándose a Reynosa.

### Charros de Jalisco (Cuarta Etapa LMB)
Con Armando Navarro y la familia Cosío Gaona invirtiendo, los Charros retornaron en 1991 (también en la expansión incluyó a los Cafeteros de Córdoba), pero resultó una etapa gris de cinco años en la que lo más sobresaliente fue Fernando Valenzuela (1992 y 1994), finalmente en 1995 la franquicia de los Charros tuvo que ser vendida a Oaxaca.

### Retorno en la Liga Mexicana del Pacífico
Los Charros regresaron al béisbol invernal a partir de la temporada 2014-15 comprando la franquicia de Algodoneros de Guasave. En su primera temporada  quedan como subcampeones de la LMP perdiendo la serie final ante Tomateros de Culiacán.
El cuadro jalisciense consiguió su primer campeonato en el circuito invernal, al derrotar 4 juegos 2 en la final de la temporada 2018-19 ante Yaquis de Ciudad Obregón.
Para la temporada 2021-22 los charros consiguieron su segundo campeonato al derrotar en los siete juegos de la serie final a los Tomateros de Culiacán.

### Serie del Caribe
Por primera vez en su joven historia, el conjunto tapatío logra su primera participación en La Serie del Caribe 2019  disputada en Panamá, obteniendo dos juegos ganados en su grupo, compuesto por Leñadores de Las Tunas de Cuba y Cardenales de Lara de Venezuela. 
Al consagrarse campeón de LaMP 2021/22, el conjunto 
logra su boleto para participar en la Serie del Caribe 2022 celebrado en Santo Domingo. Llevándose 3 juegos ganados por 2 perdidos, logrando avanzar a las Semifinales, donde sufrió la derrota por parte de Gigantes del Cibao  quedando en cuarto lugar en el torneo caribeño. Hasta el momento su mejor participación.

### Charros de Jalisco (Quinta Etapa LMB)
Con el grupo dirigido por la familia González Íñigo, y después de la situación que sufriría la franquicia de Mariachis, realizaron los acuerdos y compra para que el club volviera de nueva cuenta a la liga de verano, los Charros de Jalisco se unirían a los Sultanes de Monterrey como los únicos equipos que participan en ambas ligas profesionales de béisbol en el país.

## Estadio
A lo largo de su historia, los Charros de Jalisco han utilizado tres estadios.
El primer campo fue el Estadio Municipal, el cual estaba localizado en el barrio de Analco cerca del parque del Agua Azul, en los terrenos que ocuparía posteriormente la antigua Estación Central de Autotransportes (ECAT) (actualmente es la sede de varias oficinas federales), inaugurada por el gobernador Agustín Yáñez el 8 de julio de 1955. En dicho estadio se albergó lo que respecta a la primera etapa, que fue del año 1949 hasta 1952. Charros desapareció por la demolición de dicha construcción para crear la Central, aunado a la falta de capital para el sustento del equipo.
El segundo campo fue el Estadio Tecnológico de la UDG, con capacidad para 4000 espectadores.
El tercer campo, que actualmente utilizan, es el Estadio Charros, mismo que cuenta con una capacidad de 16,500 espectadores.

## Participaciones en LMB
Participó en la Liga Mexicana de Béisbol en 21 temporadas, ganando el campeonato en dos ocasiones.
En 1967 logró por primera vez el título contra los Broncos de Reynosa.
En 1971 Charros logró su segundo título bajo el mando de Benjamín "Cananea" Reyes, remontando un 0-3 en contra de los Saraperos de Saltillo.
Los dos campeonatos los recuerda la afición tapatía con nostalgia, orgullo y cariño, pero especialmente el segundo por haber logrado el título luego de estar abajo en la serie por tres juegos a cero ante los Saraperos de Saltillo.
Es inolvidable ese triunfo, no por el campeonato en sí, tampoco porque fue el primero de una larga lista de éxitos para el mánager Benjamín Cananea Reyes, sino por el hecho de ser el único equipo profesional en béisbol, que se logró levantar de un adverso 3-0 para terminar imponiendo su ley 4-3.
Su última etapa como equipo profesional fue a finales de la década de los 90s cuando decidieron armar un equipo poderoso al contratar a Fernando Valenzuela como uno de sus lanzadores titulares, pese al poco lucimiento del "Toro" quien dejaría al equipo para volver con los Dodgers, el equipo fue capaz de llegar a la postemporada en su primera temporada. Pero en las siguientes temporadas, la popularidad de los equipos de fútbol y las malas condiciones del Estadio Tecnológico de la Universidad de Guadalajara fueron factores para que Charros desapareciera.

## Participaciones en LMP
Charros participó en la Liga Mexicana del Pacífico en las temporadas 1952-53, 1953-54 y 1954-55, cuando la LMP aún era conocida como "Liga de la Costa del Pacífico".
A partir de la Temporada 2014-15 regresa al circuito invernal al adquirir la franquicia de los Algodoneros de Guasave.
En su primera campaña en la liga (2014-15) lograron el subcampeonato, perdiendo la final en contra de los Tomateros de Culiacán. La serie quedó 4-1 a favor de los guindas, pero Jalisco mostró que es una plaza digna del béisbol de LMP.
En su segunda temporada, (2015-16), Charros tuvo una temporada mala, especialmente en la segunda vuelta, logrando la calificación a la postemporada, pese a quedar en último lugar de la segunda vuelta, debido a una combinación de resultados que lo coloco en la primera ronda pese a perder el último juego. No obstante, fueron eliminados por las Águilas de Mexicali.
En la temporada 2016-17 (2016-17), los Charros tuvieron su peor temporada en su corta estancia en la Liga del Pacífico al quedar en séptima posición en ambas vueltas y terminar la tabla final en el octavo lugar.
En la temporada 2017-18 (2017-18), los Charros presumieron su primera temporada ganadora tras dos perdedoras y calificaron a la postemporada en la quinta posición, curiosamente se enfrentaría a los finalistas de esa temporada, pues derrotó a los Tomateros de Culiacán 4-3 en la primera ronda, pero serían eliminados por los Mayos de Navojoa en la segunda ronda. Culiacán se llevaría la serie final ganando 4-3 a los Mayos.
En la temporada 2018-19 (2018-19), los Charros tuvieron un buen inicio que se derrumbó en los siguientes partidos debido al inconstante pitcheo que los dejaría en la séptima posición en la primera vuelta, sin embargo el cambio en el cuerpo de técnicos, impulso a Charros a lograr la cuarta posición en la segunda vuelta y conseguir la clasificación en la sexta posición. 
La postemporada fue una gran sorpresa para Charros que eliminó 4-2 en la primera serie a los Tomateros de Culiacán, para después eliminar a los Venados de Mazatlán en la serie semifinal al son de 4-1 y por fin alzarse con su primer título en la Liga Mexicana del Pacífico al arrasar 4-2 en la serie final a los Yaquis de Ciudad Obregón y su primera participación en la Serie del Caribe, donde quedó con récord de 2 ganados y 2 perdidos.
Para la temporada 2021-22 Charros tuvo una buena postemporada al eliminar a los Águilas de Mexicali en playoffs y a los Sultanes de Monterrey en semifinales para así llegar a la final en la que se coronaron obteniendo su segundo título al vencer 4-3 en la serie a los Tomateros de Culiacán, quienes venían de ser bicampeones en las temporadas 2019-20 y 2020-21.
En la Temporada 2024-2025 de la LMP Charros obtuvo el tercer campeonato de su historia. Con una primera vuelta regular y una segunda vuelta extraordinaria, en la que quedaron segundos, Charros calificó a playoff, eliminando a Águilas de Mexicali en el primer playoff. En semifinales eliminó al que entonces era el actual campeón y principal favorito para ser campeón Naranjeros de Hermosillo. En la final, se enfrentaron a los Tomateros de Culiacán por tercera vez en su historia. La suerte le sonrió a los jaliscienses, venciendo en la Serie de México 4 juegos contra 2 a los guindas.

## Participaciones en Serie del Caribe
La novena jalisciense debutó en la justa caribeña en la Serie del Caribe 2019 en Ciudad de Panamá. A pesar de que quedó en segundo lugar del Grupo "A", fue únicamente por una diferencia de 3 carreras que Charros no alcanzó la final, esto luego del criterio de desempate con los Leñadores de Las Tunas de Cuba, con quienes empataron con récord de 2 victorias y 2 derrotas. Terminó en cuarto lugar.
La segunda participación del equipo tapatío se dio en la Serie del Caribe 2022 en Santo Domingo, República Dominicana. Charros acabó de nueva cuenta en cuarto lugar, cayendo en las semifinales en contra de los dominicanos Gigantes del Cibao. 
La tercer participación ocurrió en la Serie del Caribe 2025 en Mexicali, Baja California. A diferencia de las dos participaciones anteriores, Charros terminó con 4 victorias por ninguna derrota en la ronda preliminar, dando cuenta de los Indios de Mayagüez de Puerto Rico en las semifinales por pizarra de 3-1. Sin embargo, el que pudo haber sido el campeonato invicto en la Serie, se le fue de las manos a la novena tapatía, cayendo por pizarra de 1-0 ante los Leones del Escogido de la República Dominicana en la final. No obstante, Charros obtuvo un histórico subcampeonato.

## Jugadores

### Jugadores destacados
- Fernando Valenzuela.
- Pedro Guerrero.
- Donald Anderson.
- Dave Stockstill.
- Manuel Lugo.
- Maximino León.
- Andrés Ayón.
- Urbano Lugo.
- Sergio Romo.

### Números retirados
| Número | Jugador                   | Nacionalidad      |
| ------ | ------------------------- | ----------------- |
| 11     | Roberto Méndez            | Bandera de México |
| 21     | Héctor Espino             | Bandera de México |
| 24     | Adolfo “Tribilín” Cabrera | Bandera de Cuba   |
| 34     | Fernando Valenzuela       | Bandera de México |

### Novatos del Año LMB
- 1968  Francisco Campos.
- 1969  Luis Lagunas.
- 1972  Rodolfo Hernández.
- 1973  Francisco Barrios.
- 1988  Marco Antonio Romero.

### Campeones Individuales LMB

#### Campeones Bateadores
| Año  | Nombre                    | Porcentaje |
| ---- | ------------------------- | ---------- |
| 1949 | Adolfo "Tribilín" Cabrera | .382       |
| 1970 | Donald Anderson           | .362       |
| 1972 | Donald Anderson           | .358       |
| 1991 | Ricardo Rentería          | .442       |
| 1993 | Nelson Simmons            | .382       |

#### Campeones Productores
| Año  | Nombre         | Producidas |
| ---- | -------------- | ---------- |
| 1965 | Jaime Favela   | 109        |
| 1967 | Winston Llenas | 113        |

#### Campeones Jonroneros
| Año  | Nombre          | Jonrones |
| ---- | --------------- | -------- |
| 1967 | Elrod Hendricks | 41       |

#### Campeones de Bases Robadas
| Año  | Nombre           | Bases |
| ---- | ---------------- | ----- |
| 1949 | Alfredo Jiménez  | 22    |
| 1952 | Jesús Díaz       | 22    |
| 1965 | Oswaldo Álvarez  | 27    |
| 1966 | Francisco García | 51    |
| 2024 | Billy Hamilton   | 37    |

#### Campeones de Juegos Ganados
| Año  | Nombre          | Récord |
| ---- | --------------- | ------ |
| 1965 | Minervino Rojas | 21-12  |
| 1967 | Andrés Ayón     | 25-6   |
| 1993 | Urbano Lugo     | 17-5   |

#### Campeones de Efectividad
| Año  | Nombre      | Porcentaje |
| ---- | ----------- | ---------- |
| 1966 | Waldo Velo  | 2.01       |
| 1967 | Juan Suby   | 2.36       |
| 1973 | Manuel Lugo | 1.60       |

#### Campeones de Ponches
| Año  | Nombre       | Ponches |
| ---- | ------------ | ------- |
| 1972 | Alvin Martin | 166     |
| 1993 | Urbano Lugo  | 164     |

#### Campeones de Juegos Salvados
| Año  | Nombre      | Juegos |
| ---- | ----------- | ------ |
| 1973 | Manuel Lugo | 24     |

## Ejecutivos del año
La organización ha obtenido el nombramiento de Ejecutivo del Año en la LMB en dos ocasiones y de la LMP en una ocasión, para sus dos ejecutivos.
- 1967  Jesús Carmona.
- 1971  Álvaro Lebrija.
- 2019  Salvador Quirarte.

## Uniformes Alternativos
| Colores del equipo           |                                         |                    |
| Colores del equipo           | Emblema del equipo · Colores del equipo | Colores del equipo |
| Colores del equipo           |                                         |                    |
| Colores del equipo           |                                         |                    |
|                              |                                         |                    |
| Uniforme Alternativo Local 1 |                                         |                    |

| Colores del equipo             |                                         |                    |
| Colores del equipo             | Emblema del equipo · Colores del equipo | Colores del equipo |
| Colores del equipo             |                                         |                    |
| Colores del equipo             |                                         |                    |
|                                |                                         |                    |
| Uniforme Alternativo Visitante |                                         |                    |